# Kétmintás t-próba
A kétmintás t-próba azt vizsgálja, hogy két külön mintában egy-egy valószínűségi változó átlagai egymástól szignifikánsan különböznek-e.
További lehetőséget nyújt ez a próba arra vonatkozóan, hogy két vizsgált eloszlás egyesíthető-e; azaz: feltételezhető-e, hogy azonos eloszlásból származnak.

## A próba alkalmazásának feltételei
a vizsgált valószínűségi változók
- normális eloszlásúak
- intervallum vagy arányskálán mértek
- szórásai megegyeznek (ám a kétmintás u-próbától eltérően itt nem kell ismernünk az elméleti értéküket, elegendő becsülnünk a minták alapján)
- függetlenek

## A próba nullhipotézise
Nullhipotézis: a két vizsgált változó átlaga statisztikai szempontból megegyezik.
Alternatív hipotézis: a két vizsgált változó átlaga statisztikai szempontból nem egyezik meg.
A "statisztikai szempontból" kifejezés itt arra utal, hogy az eltérés a két átlag között olyan minimális, hogy pusztán csak a véletlen ingadozásnak tulajdonítható (ekkor a két átlag statisztikai szempontból azonosnak tekinthető), vagy jelentősen nagyobb, mint ami a véletlennel magyarázható (ekkor a két átlag statisztikai szempontból nem tekinthető azonosnak).
Valójában a fenti két hipotézis precíz matematikai megfogalmazása a következő.
- H0: Az X és Y valószínűségi változók várható értékei megegyeznek, (E(X) = E(Y)).
- H1: Az X és Y valószínűségi változók várható értékei nem egyeznek meg, (E(X) ≠ E(Y)).

## A próbastatisztika
A kétmintás t-próba próbastatisztikája
{\displaystyle t={\frac {{\overline {x}}-{\overline {y}}}{\sqrt {(n-1){s_{x}^{*}}^{2}+(m-1){s_{y}^{*}}^{2}}}}\cdot {\sqrt {\frac {nm(n+m-2)}{n+m}}}}
ahol
- {\displaystyle {\overline {x}}} az egyik valószínűségi változó átlaga a mintájában,
- {\displaystyle {\overline {y}}} a másik valószínűségi változó átlaga a mintájában,
- sx* az egyik valószínűségi változó korrigált szórása,
- sy* a másik valószínűségi változó korrigált szórása,
- n az egyik minta elemszáma és
- m a másik minta elemszáma.

## A próba végrehajtásának lépései
1. A próba alkalmazhatóságának feltétele a szórások egyezése, amit külön statisztikai próba, az F-próba segítségével ellenőrzünk. Csak akkor alkalmazhatjuk a kétmintás t-próbát ha az F-próba a szórások között szignifikáns különbséget nem tud kimutatni. Ha szignifikáns különbséget mutat ki, akkor a kétmintás t-próbát nem lehet alkalmazni, de helyette alkalmazható az ugyanezt a nullhipotézist vizsgáló Welch-próba, ami nem igényli a szórások egyezését.
2. Az t próbastatisztika értékének kiszámítása.
3. A p szignifikanciaszint megválasztása. (Ez a legtöbb vizsgálat esetén 0,05 vagy 0,01.)
4. A p szignifikanciaszinttől függő tp érték kiválasztása a próbának megfelelő táblázatból. A táblázat jelen esetben a t-eloszlás táblázata, mely eloszlásra szoktak úgy is utalni, mint Student-eloszlás, illetve Student-féle t-eloszlás. A táblázat kétdimenziós, a p szignifikanciaszint és az f szabadsági fok ismeretében azonnal megkapjuk a táblázatbeli tp értéket. Az f szabadsági fokot a kétmintás t-próba esetén az f = n + m – 2 képlettel számítjuk.[* 1]
5. A nullhipotézisre vonatkozó döntés meghozása.
  - Ha |t| ≥ tp, akkor a nullhipotézist elvetjük, az alternatív hipotézist tartjuk meg, és az eredményt úgy interpretáljuk, hogy a két mintában a valószínűségi változók átlagai szignifikánsan eltérnek egymástól (p szignifikanciaszint mellett).
  - Ha |t| < tp, akkor a nullhipotézist megtartjuk, amit úgy interpretálunk, hogy a kétmintás t-próba nem mutat ki szignifikáns különbséget a két mintában a valószínűségi változók átlagai között (p szignifikanciaszint mellett).

## Példa
Biológusok egy vizsgálatban azzal a feltételezéssel élnek, hogy a sivatagi iramszarvas számára kedvezőbb életkörülményeket jelent ha van lehetőségük hűs vízben lubickolni, amikor csak kedvük tartja, mint ha ugyanerre nincs lehetőségük. Ennek a hipotézisnek a tesztelésére 19 iramszarvast különítenek el egy hatalmas csordából, és két csoportba sorolják be őket. Az egyik csoportba 8 a másikba 11 egyed kerül. A két csoport egyedeit minden életfeltétel tekintetében azonos körülmények között tartják, attól eltekintve, hogy az egyik csoportnak rendelkezésére áll egy kellemes kis medence is, melyben bármikor fürdőzhetnek, a másiknak pedig nem. Három hónapnyi elkülönítés után a sivatagi iramszarvasok súlyát lemérik. Azzal a feltételezéssel élnek, hogy a medence mellett tartott szarvasok testsúlya jobban gyarapodott, mint a másik csoporté. (Köztudott, hogy a sivatagi iramszarvasok erőnlétének egyik legpontosabb jelzője a testsúlyuk: a súlyosabb iramszarvasok mindig egészségesebbek és erősebbek.)
A medencés csoport szarvasainak testsúlya (tömege) kg-ban:
52;
57;
62;
55;
64;
57;
56;
55.
A medencét nélkülöző csoport szarvasainak testsúlya (tömege) kg-ban:
41;
34;
33;
36;
40;
25;
31;
37;
34;
30;
38.
Arra kíváncsiak a biológus kutatók, hogy a két csoport átlagos testtömege közötti különbség szignifikánsan nagynak mondható, vagy nem nagyobb annál, mint amit a puszta véletlennel is magyarázni lehet. Felteszik, hogy a szarvasok testtömege normális eloszlást követ. Ez – bár igen reálisnak hangzik – ellenőrizhető más statisztikai próbákkal, úgynevezett normalitásvizsgálatokkal. Az átlagsúlyok összehasonlítására kétmintás t-próbát alkalmaznak.
Első lépésben ellenőrzik, hogy a két mintában a testtömeg szórása azonosnak tekinthető-e. Erre F-próbát alkalmaznak, amely nem mutat ki szignifikáns különbséget a szórások között (ld. F-próba példája), így a kétmintás t-próbát kell alkalmaznunk. Az F-próbához is a korrigált szórások négyzetét kell kiszámítani, ami ebben a két mintában sx*2 = 15,36, és sy*2 = 21,87. A "medencés" iramszarvasok testtömegének átlaga {\displaystyle {\overline {x}}} = 57,25, míg a másik csoportnál ugyanez a paraméter {\displaystyle {\overline {y}}} = 34,45, a minták nagysága n = 8 és m = 11. A próbastatisztika értéke ennek megfelelően
{\displaystyle {\begin{matrix}t&=&{\frac {{\overline {x}}-{\overline {y}}}{\sqrt {(n-1){s_{x}^{*}}^{2}+(m-1){s_{y}^{*}}^{2}}}}\cdot {\sqrt {\frac {nm(n+m-2)}{n+m}}}\\\ &=&{\frac {57,25-34,45}{\sqrt {7\cdot 15,36+10\cdot 21,87}}}\cdot {\sqrt {\frac {8\cdot 11(8+11-2)}{8+11}}}\approx 11,12\end{matrix}}}
A szignifikanciaszintet p = 0,05-nek véve és az f = n + m – 2 = 17 szabadsági fok ismeretében a t-táblázatban a t0,05 = 1,740 értéket találják a kutatók, így
t ≈ 11,12 miatt t > 11,11 > 1,74 = t0,05
azaz |t| ≥ t0,05 teljesül.
Tehát a nullhipotézist elvetik, a kétmintás t-próba szerint a medencés környezetben tartott sivatagi iramszarvasok átlagos testtömege 3 hónap alatt szignifikánsan magasabb lett (p = 0,05-ös szignifikanciaszint mellett), mint az ugyanolyan körülmények között tartott, de medencét nélkülöző iramszarvasoké.

## A próba matematikai háttere
A próba matematikai hátterének legfontosabb gondolata, hogy bármely X és Y független, normális eloszlású valószínűségi változóra vett X1, X2, … Xn illetve Y1, Y2, … Xm minták esetén az
{\displaystyle {\overline {X}}={\frac {1}{n}}\sum _{i=1}^{n}X_{i},\qquad {\overline {Y}}={\frac {1}{m}}\sum _{j=1}^{m}X_{,}}
valamint az
{\displaystyle s_{X}^{*}={\sqrt {{\frac {1}{n-1}}\sum _{i=1}^{n}(X_{i}-{\overline {X}})^{2}}},\qquad s_{Y}^{*}={\sqrt {{\frac {1}{m-1}}\sum _{i=1}^{m}(Y_{i}-{\overline {Y}})^{2}}}}
jelölésekkel élve megmutatható, hogy a
{\displaystyle t={\frac {{\overline {X}}-{\overline {Y}}}{\sqrt {(n-1){s_{X}^{*}}^{2}+(m-1){s_{Y}^{*}}^{2}}}}\cdot {\sqrt {\frac {n\cdot m(n+m-2)}{n+m}}}}
valószínűségi változó (n + m – 2) szabadsági fokú t-eloszlást követ.
Emiatt az (n + m – 2) szabadsági fokú t-eloszlás ismeretében bármilyen 1 > p > 0 esetén meg lehet határozni azt az tp értéket, melyre
{\displaystyle 1-p=\mathbf {P} \left(-t_{p}<{\frac {{\overline {X}}-{\overline {Y}}}{\sqrt {(n-1){s_{X}^{*}}^{2}+(m-1){s_{Y}^{*}}^{2}}}}\cdot {\sqrt {\frac {n\cdot m(n+m-2)}{n+m}}}<t_{p}\mid \ H_{0}\right)}.
Ez azt jelenti, hogy ha igaz a nullhipotézis, akkor a t próbastatisztika értéke 1-p valószínűséggel a (-tp, tp) intervallumba esik.

## Kapcsolódó szócikk
- Egymintás t-próba